# Feuer und Blut
Feuer und Blut ist ein Roman von Ernst Jünger aus dem Jahr 1925. Dabei handelt es sich um eine Inhaltsauslagerung des Abschnitts Die Große Schlacht aus dem Roman In Stahlgewittern, das von der großen Märzoffensive im Ersten Weltkrieg handelt. Das eigenständige Werk hat einen etwa dreifachen Umfang zur ursprünglichen Fassung, was aus stilistischen Veränderungen und ausführlicheren Beschreibungen resultiert. Das Buch wurde in mehrere Sprachen übersetzt.

## Hintergrund
Jünger hatte während des Ersten Weltkrieges in rund fünfzehn Notizbüchern seine Erlebnisse festgehalten. Aus diesen begann er in einem als Kriegstagebuch angelegten Roman einen autobiografischen Bericht über seine Erfahrungen zu schreiben. Er war von Anfang bis Ende des Krieges als Soldat eingesetzt, erlebte als junger Leutnant 1918 die deutsche Frühjahrsoffensive an vorderster Front. Er war am 21. März 1918 am Kampf in der Picardie am Unternehmen Michael beteiligt und rückte mit seiner Sektion in Richtung Mory vor. Als Verwundeter wurde er nach Quéant evakuiert. Bereits 1920 brachte er den Roman In Stahlgewittern heraus, der in der zeitgenössischen Rezeption besondere Beachtung fand. Die beiden Teile Das Wäldchen 125 und Feuer und Blut folgten im Jahr 1925. Für die im Jahr 1935 veröffentlichten Auflage musste er weitreichende redaktionelle Eingriffe vornehmen, insbesondere Textkürzungen. Da Jünger sich nach 1933 mehr und mehr von der Ideologie des Nationalsozialismus distanzierte, wollte er Konflikte mit den neuen Machthabern ebenso wie eine vorschnelle Zuordnung zu dieser Bewegung vermeiden.

## Auflagen (Auswahl)
- Feuer und Blut. Ausschnitt aus einer großen Schlacht. Stahlhelm-Verlag, Magdeburg 1925 (193 Seiten).
- Feuer und Blut. Frundsberg-Verlag, Magdeburg 1927 (194 Seiten).
- Feuer und Blut. Reclam, Leipzig 1935 (135 Seiten).
- Ernst Jünger Sämtliche Werke. Band 1: Tagebücher I: Der erste Weltkrieg. Klett-Cotta, Stuttgart 2015, ISBN 978-3-608-96301-4 S. 439 ff.